# تپه چهار طاق (۲)
تپه چهار طاق مربوط به دوره اشکانیان - دوره ساسانیان - سده‌های میانه دوران‌های تاریخی پس از اسلام است و در شهرستان بروجرد، بخش اشترینان، دهستان بردسره، روستای دهریز واقع شده و این اثر در تاریخ ۲۸ اسفند ۱۳۸۵ با شمارهٔ ثبت ۱۸۳۶۸ به‌عنوان یکی از آثار ملی ایران به ثبت رسیده است.